# The Philadelphia Cycling Classic
La The Philadelphia Cycling Classic es una carrera ciclista profesional, masculina y femenina, de un día estadounidense que se disputa en la ciudad de Filadelfia (Pensilvania) y sus alrededores, a principios del mes de junio. Es la sustituta de la International Championship (masculina) y la Liberty Classic (femenina) pruebas de similares características que desaparecieron aunque algunos medios consideran la masculina como continuación de aquella. La femenina se llama oficialmente Parx Casino Philly Cycling Classic.
Se creó en 2013, sustituyendo a las mencionadas International Championship y Liberty Classic, aunque al contrario de aquellas comenzó en la categoría 1.2 (última categoría del profesionalismo) para ascender en 2014 a la 1.1. Desde 2014 es puntuable para el USA Cycling National Racing Calendar y la femenina en 2015 comenzó a ser puntuable para la Copa del Mundo un año después sustituida por el UCI WorldTour Femenino.
Su recorrido consiste en un circuito de 12 millas al que los hombres deben dar 10 vueltas y las mujeres 5 para un total de 193 km y 96,6 km respectivamente.

## Palmarés

### Masculino
| Año  | Ganador        | Segundo       | Tercero       |
| ---- | -------------- | ------------- | ------------- |
| 2013 | Kiel Reijnen   | Jesse Anthony | Joey Rosskopf |
| 2014 | Kiel Reijnen   | Jure Kocjan   | Dion Smith    |
| 2015 | Carlos Barbero | Michael Woods | Toms Skujiņš  |
| 2016 | Eduard Prades  | Travis McCabe | Marco Canola  |
| 2017 | Cancelada      | Cancelada     | Cancelada     |

### Femenino
| Año  | Ganadora          | Segunda              | Tercera          |
| ---- | ----------------- | -------------------- | ---------------- |
| 2013 | Evelyn Stevens    | Joëlle Numainville   | Claudia Hausler  |
| 2014 | Evelyn Stevens    | Lex Albrecht         | Lauren Hall      |
| 2015 | Lizzie Armitstead | Elisa Longo Borghini | Alena Amialiusik |
| 2016 | Megan Guarnier    | Elisa Longo Borghini | Alena Amialiusik |
| 2017 | Cancelada         | Cancelada            | Cancelada        |

## Palmarés por países
| País           | Victorias |
| -------------- | --------- |
| Estados Unidos | 2         |
| España         | 2         |

| País           | Victorias |
| -------------- | --------- |
| Estados Unidos | 3         |
| Reino Unido    | 1         |